# 特口乡
特口乡，是中华人民共和国四川省凉山彝族自治州普格县曾经下辖的一个乡。2021年1月12日，撤销特口乡，其所属行政区域为日都迪萨镇的行政区域。

## 行政区划
特口乡撤销前下辖以下地区：
打锣沟村和邓家坪村。